# Quattro Strade (Bientina)
Quattro Strade è una frazione del comune italiano di Bientina, nella provincia di Pisa, in Toscana.

## Geografia fisica
La frazione di Quattro Strade è situata in posizione leggermente collinare, a 50 m di altitudine sulle alture delle Cerbaie, tra i territori della piana di Lucca, della Valdera e del Valdarno. Il paese si trova a nord della collina di Santa Colomba, a settentrione del fiume Arno, nel punto dove la strada provinciale Val di Nievole si incontra con la via che unisce Bientina a Santa Maria a Monte. A sud di Quattro Strade nasce il rio Nero, che si va a immettere nel canale di Usciana nei pressi di Santa Colomba.
Quattro Strade confina a nord con Tavolaia e Staffoli, ad est con Santa Maria a Monte, a sud con Santa Colomba e ad ovest con Bientina, capoluogo comunale dal quale dista circa 5 km. Dista inoltre poco più di 26 km da Pisa.

## Storia
In seguito alla bonifica del lago di Bientina, avviata nel XVIII secolo e conclusasi con il totale prosciugamento nel 1859 sotto i granduchi di Lorena, tutte le aree limitrofe intorno alle sponde del lago cominciarono ad essere popolate considerevolmente. Il borgo di Quattro Strade nacque quindi alla metà del XIX secolo con la costruzione della strada provinciale della Val di Nievole, fatta realizzare dal granduca, nel punto dove vi è l'incrocio con la strada che collega Bientina e Santa Maria a Monte: da qui il toponimo Quattro Strade.
Prima dello sviluppo del paese, qui si trovava solo una dogana granducale, la dogana di Vajano (o Vaiano), limite doganale di terza classe che serviva lo scalo meridionale del padule di Bientina e dipendente dalla dogana di seconda classe delle Pianore, presso Tavolaia. Sempre in seguito ai lavori di bonifica che interessarono questo territorio nel periodo pre-unitario, furono qui rinvenuti numerosi reperti di animali preistorici, come ossa di elefanti e di uri.
Il paese di Quattro Strade, dapprima semplice nucleo abitato dipendente dalla frazione di Santa Colomba, conobbe un forte incremento demografico in seguito agli anni settanta del Novecento tanto da essere innalzata a frazione a sé stante. Dai soli 190 abitanti registrati nel 1961 si arrivò ai 553 del 1981, poi aumentati ai 1 338 dell'ultimo censimento del 2011.

## Monumenti e luoghi d'interesse
Presso l'ex dogana di Vajano si trova una storica fattoria con tenuta di circa 120 ettari, che fu proprietà della famiglia Bini.

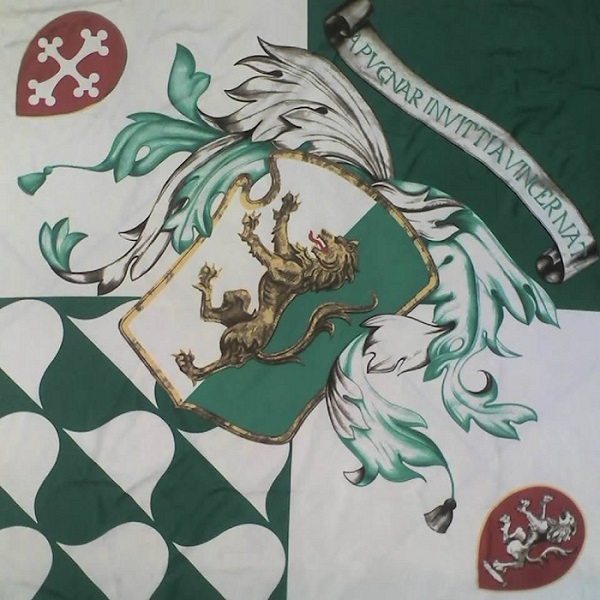
Lo stemma della contrada Quattro Strade

## Società

### Tradizioni e folclore
Quattro Strade è una delle nove contrade che partecipa alla manifestazione storica del Palio di Bientina, risultata vincitrice in quattro occasioni (1995, 1998, 2018, 2023). I suoi colori sono il verde e il bianco.